# Everything Must Go (스틸리 댄의 음반)
《Everything Must Go》는 미국의 록 밴드 스틸리 댄의 아홉 번째 스튜디오 음반이다. 이 음반은 2003년 6월 10일 리프리즈 레코드에 의해 발매되었으며, 1980년부터 2000년까지 20년간의 스튜디오 공백을 깨고 《Two Against Nature》를 발매한 두 번째 음반이었다. 《Everything Must Go》는 밴드의 가장 최근 스튜디오 음반이자 2017년 그가 사망하기 전 창립 멤버 월터 베커와의 마지막 음반이다.

## 배경
〈Godwhacker〉는 도널드 페이건이 그의 어머니가 알츠하이머병으로 사망한 며칠 후에 쓴 가사에서 발전했다. "그것은 천국으로 가는 길을 찾아서 신을 꺼내는 것이 유일한 임무인 암살자들의 정예 부대에 관한 것입니다"라고 그는 나중에 설명했다. "만약 그 신이 실제로 존재한다면, 어떤 제정신인 사람이 이것을 정당한 살인이라고 생각하지 않겠습니까?"

## 재발행
| 전문가 평가          | 전문가 평가 |
| 총 점수              | 총 점수     |
| 출처                 | 점수        |
| -------------------- | ----------- |
| 메타크리틱           | 71/100      |
| 평가 점수            |             |
| 출처                 | 점수        |
| AllMusic             | [ 3 ]       |
| Blender              | [ 4 ]       |
| Entertainment Weekly | B+          |
| The Guardian         | [ 6 ]       |
| Los Angeles Times    | [ 7 ]       |
| Mojo                 | [ 8 ]       |
| Q                    | [ 9 ]       |
| Rolling Stone        | [ 10 ]      |
| Uncut                | [ 11 ]      |
| USA Today            | [ 12 ]      |

《Everything Must Go》는 발매와 동시에 엇갈린 평가를 받았다. 2011년 7월 8일 로스앤젤레스 그리스 시어터에서 열린 콘서트에서 도널드 페이건은 이 음반이 "저평가"되었다고 느꼈다고 말했다.

## 곡 목록
모든 곡들은 월터 베커와 도널드 페이건에 의해 작사/작곡하였다.
| #  | 제목                       | 재생 시간 |
| -- | -------------------------- | --------- |
| 1. | 〈The Last Mall〉          | 3:36      |
| 2. | 〈Things I Miss the Most〉 | 3:59      |
| 3. | 〈Blues Beach〉            | 4:29      |
| 4. | 〈Godwhacker〉             | 4:57      |
| 5. | 〈Slang of Ages〉          | 4:15      |
| 6. | 〈Green Book〉             | 5:55      |
| 7. | 〈Pixeleen〉               | 4:01      |
| 8. | 〈Lunch with Gina〉        | 4:27      |
| 9. | 〈Everything Must Go〉     | 6:45      |